# Blas Ople
Blas Ople y Fajardo (Hagonoy, Bulacan, 3 de febrero de 1927 – Taoyuan, Taiwán, 14 de diciembre de 2003) fue un periodista y político filipino que dominaba la lengua española, como muchos de los escritores contemporáneos a él en su país. Ocupó puestos políticos de primer nivel en Filipinas, llegando a ser senador, presidente del senado (entre los años 1999 y 2000), ministro de trabajo y secretario de Asuntos Externos desde el año 2002 hasta su muerte.

## Biografía
Blas Fajardo estudió arte y periodismo en la Universidad Manuel L. Quezón de Manila y comenzó su vida laboral escribiendo para el Daily Mirror, convirtiéndose en uno de los más jóvenes periodistas de su época.
Se hizo conocido por sus puntos de vista nacionalistas y fue cofundador del Movimiento de Progreso Nacional (Kilusang Makabans), organización muy activa en el trabajo sobre nacionalismo y justicia social en los años 50 del siglo XX.
In 1953 formó parte del equipo de apoyo en la campaña para la presidencia de Ramon Magsaysay, siendo la cabeza y portavoz del mismo. Tras la elección de Ramon Magsaysay trabajo para el Ministerio de Trabajo. En este mismo fue nombrado ministro por Ferdinand Marcos, en el año 1967.
En los años sucesivos ocupó diferentes cargos políticos y se presentó y fue elegido como senador, llegando a ser el presidente del senado.

## Literatura
Además de su trabajo político y social, siempre tuvo un gran interés por la literatura, escribiendo numerosos artículos y algunos libros en diferentes idiomas, tanto tagalo, como español (lengua en la que recibió el premio Zóbel) e inglés.

## Premios
- 1993. Premio Zobel